# 東境川橋
東境川橋（ひがしさかいがわはし）は、境川に架かる岐阜市市道の橋である。岐阜県岐阜市と羽島市を結ぶ。
元は旧・羽島郡柳津町が架橋した町道の橋であり、岐阜県道157号鶉羽島線の旧道上にある。

## 概要
- 供用：1993年（平成5年）3月
- 延長：198.3m
- 幅員：9.2m
- 区間：岐阜県岐阜市柳津町高桑 - 羽島市小熊町東小熊

## 周辺
- 羽島ゴルフクラブ[1]
- 岐阜市高桑運動広場[2]
- 高桑城址
- 高桑桜[3]

## その他
かつての岐阜県道157号鶉羽島線は、岐阜県道31号岐阜垂井線の西鶉6交差点から南下し、境川を渡るルートであり、県道時代の橋（橋の名は不明）は沈下橋であった。旧道の西側にバイパス（岐阜都市計画道路岐阜大須線）が完成し、境川に小熊高桑大橋が架橋されると町道に格下げとなった。この沈下橋を柳津町が架けなおしたのが東境川橋である。
東境川橋への道路は、古い集落の1から1.5車線の細い道路である。